# 린지 덩컨
린지 덩컨(Lindsay Duncan, CBE, 1950년 11월 7일 ~ )은 스코틀랜드의 배우이다.

## 출연 작품

### 영화
- 리플렉팅 스킨 (1990)
- 시티홀 (1996)
- 이상적인 남편 (1999)
- 스타워즈 에피소드 1: 보이지 않는 위험 (1999)
- 투스카니의 태양 (2003)
- 스타트 포 텐 (2006)
- 이상한 나라의 앨리스 (2010)
  - 거울 나라의 앨리스 (2016)
- 어바웃 타임 (2013)
- 버드맨 (2014)
- 어메이징 메리 (2017) - 에벌린 역
- 완벽한 가족 (2019)

### 텔레비전
- 로마 (2005-07)
- 닥터 후 (2009) - The Waters of Mars 편
- 셜록 (2014-17)

## 서훈
- 2009년 대영 제국 훈장 3등급(CBE)